# Anna Bilińska-Bohdanowicz
Anna Bilińska-Bohdanowicz (Zlotopole, Imperio ruso, 1857-Varsovia, Polonia, 1893) fue una pintora polaca muy conocida por sus retratos.

## Biografía
Era hija de un médico polaco afincado en Ucrania, donde pasó su infancia. Antes de residir en Varsovia, a partir de 1875,  donde estudió música y arte, vivió con su padre en Kiev. 
En el año 1882 acompañó a su amiga enferma, Klementyna Krassowska, a un viaje por Múnich, Salzburgo, Viena y el norte de Italia. Durante ese tiempo visitó museos y galerías de arte contemporáneo.
Más tarde, pero en ese mismo año, marchó a estudiar a París, a la Académie Julian (bajo la dirección de Rodolphe Julian y Tony Robert-Fleury).
En 1883 se matriculó en la clase de Olivier Merson, donde fue muy bien valorada por sus profesores,  ganando en ese mismo año el segundo premio en un concurso organizado por la Académie Julian, motivo por el cual volverá a estudiar en ella.
En 1884 murió su padre y en ese momento tuvo que comenzar a ganarse la vida dando clases de dibujo y vendiendo sus cuadros, con el tiempo dejó de pagar las clases que recibía de Rodolphe Julian y comenzó a trabajar en su taller, llegando a estar en la dirección del mismo.
A la pena que supuso el quedarse huérfana se sumó la muerte en 1884 de una de sus mejores amigas, Klementyna Krassowska, y al año siguiente la del novio de la misma Anna, Wojciech Grabowski, con quien convivía desde 1882 cuando coincidió con él en la Academia de Viena durante uno de sus viajes; dejó a la artista en un grave estado depresivo por lo que se trasladó a Pourville, en Hautot-sur-Mer, Normandía, donde a finales de 1885 y 1886 pasó unos meses bajo el cuidado de su amiga, la pintora María Gażycz. 
Residió en Francia hasta 1892, año en el que se casa con un médico, Anthony Bohdanowicz, apellido que tomó Anna.
Tras su matrimonio regresó a Varsovia, donde Anna Bilińska tenía la intención de abrir una escuela de pintura para mujeres en la capital de Polonia, intentando imitar las prácticas de las academias parisinas, pero un año después Anna murió de un ataque al corazón.

## Su obra
Anna Bilińska pintaba al óleo, pasteles y acuarelas para crear retratos, naturalezas muertas, escenas de género y paisajes al estilo del realismo europeo. 
Anna dominó brillantemente los fundamentos de la técnica de la pintura. También realizó bocetos para las composiciones históricas y bíblicas, obras que creó en su juventud.
Las obras de su madurez son principalmente retratos y estudios de retratos de varios tipos étnicos, temática en boga en ese momento, entre los que destacan: Cabeza de un serbio (1884) o Viejo con un libro (1890s).
Comenzó a exponer sus obras en la Galería Nacional de Arte Zachęta en el año 1876 y desde ese momento obtuvo elogios de la crítica.
Debutó en el Salón parisino con un retrato de mujer en el año 1884 y en 1885 recibió una mención honorífica por un dibujo a carbón presentado en la exposición “Noir et Blanc”.

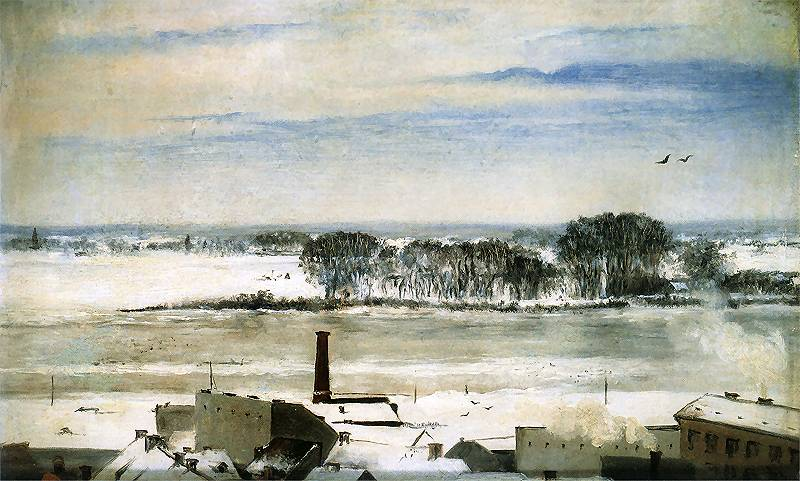
Vista desde el Conservatorio, 1877. Museo Nacional de Varsovia
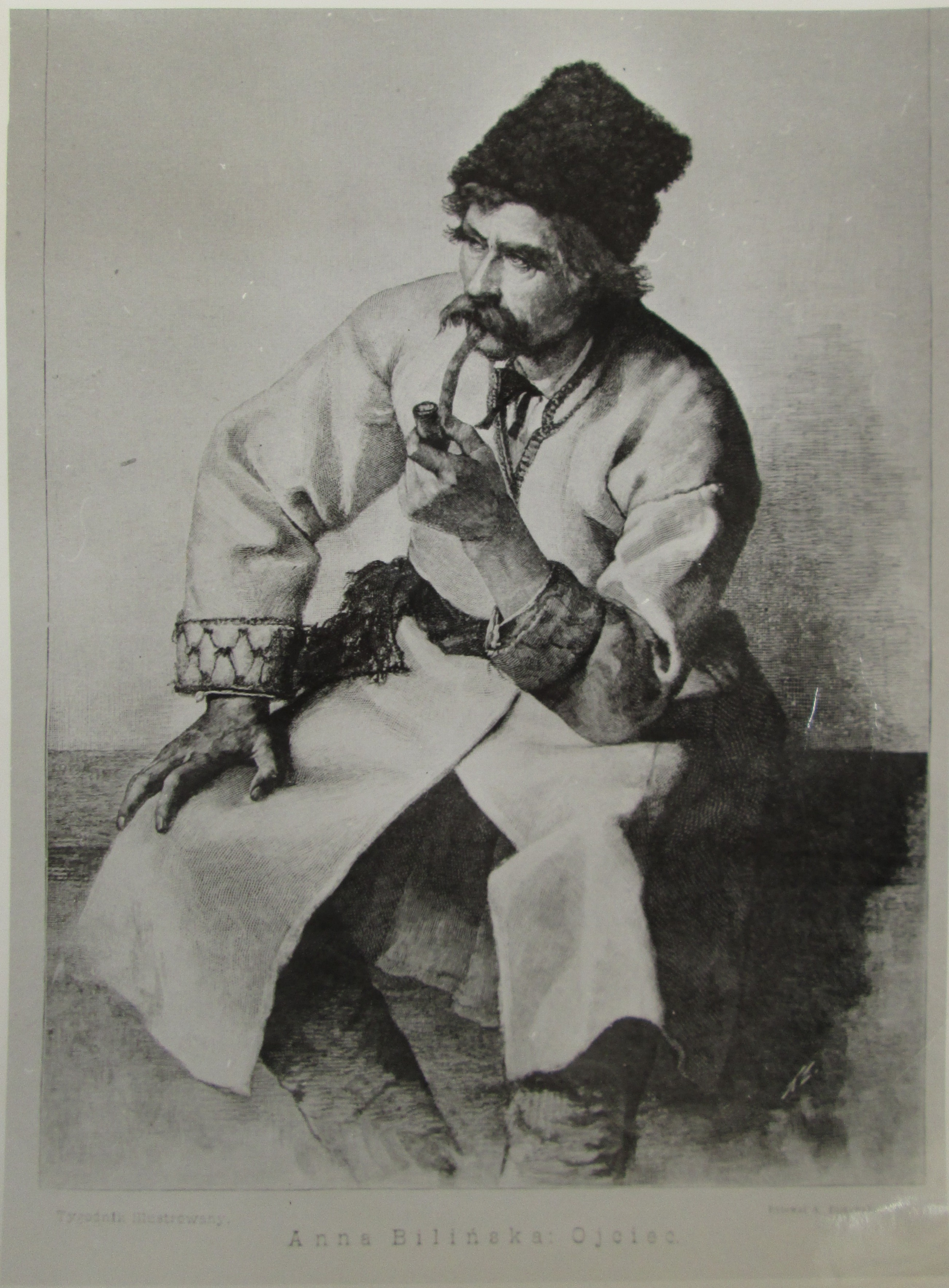
El padre de Anna Bilińska-Bohdanowicz, 1880
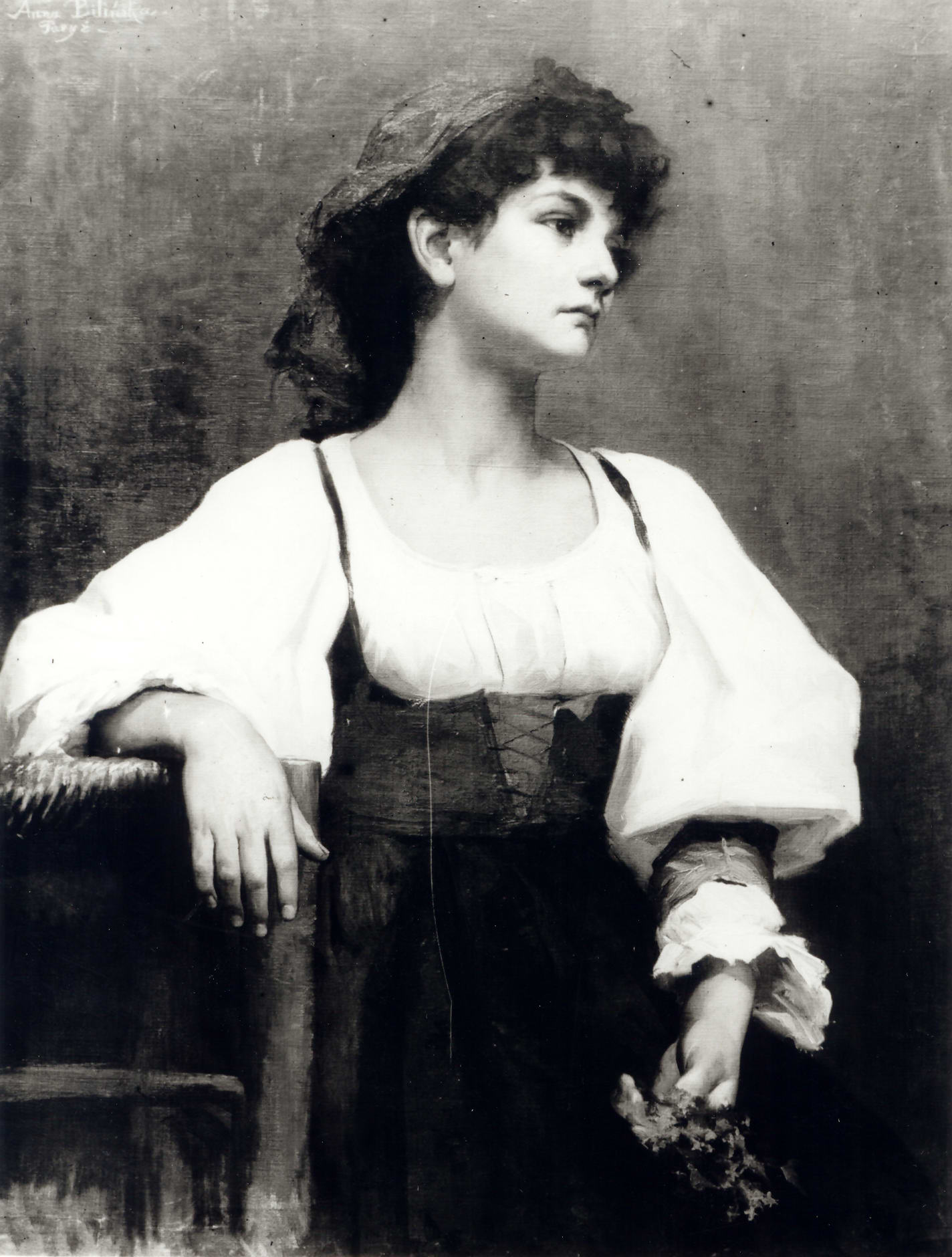
Mujer italiana. Obra robada por los alemanes durante la Segunda Guerra Mundial
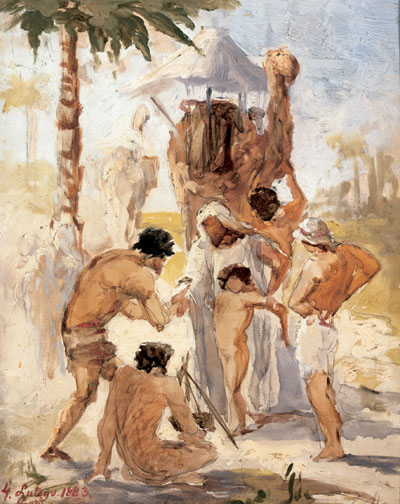
José vendido por sus hermanos, 1883. Museo Nacional de Varsovia
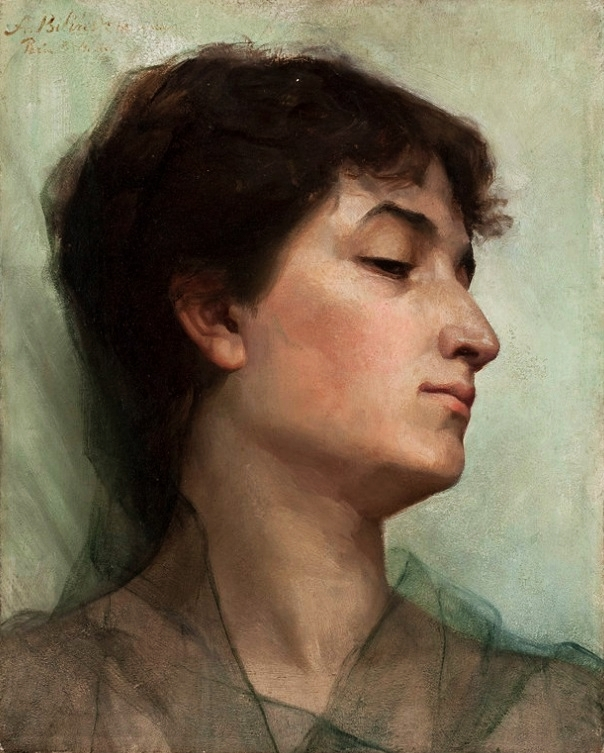
Estudios de una joven, 1884. Museo Nacional de Varsovia
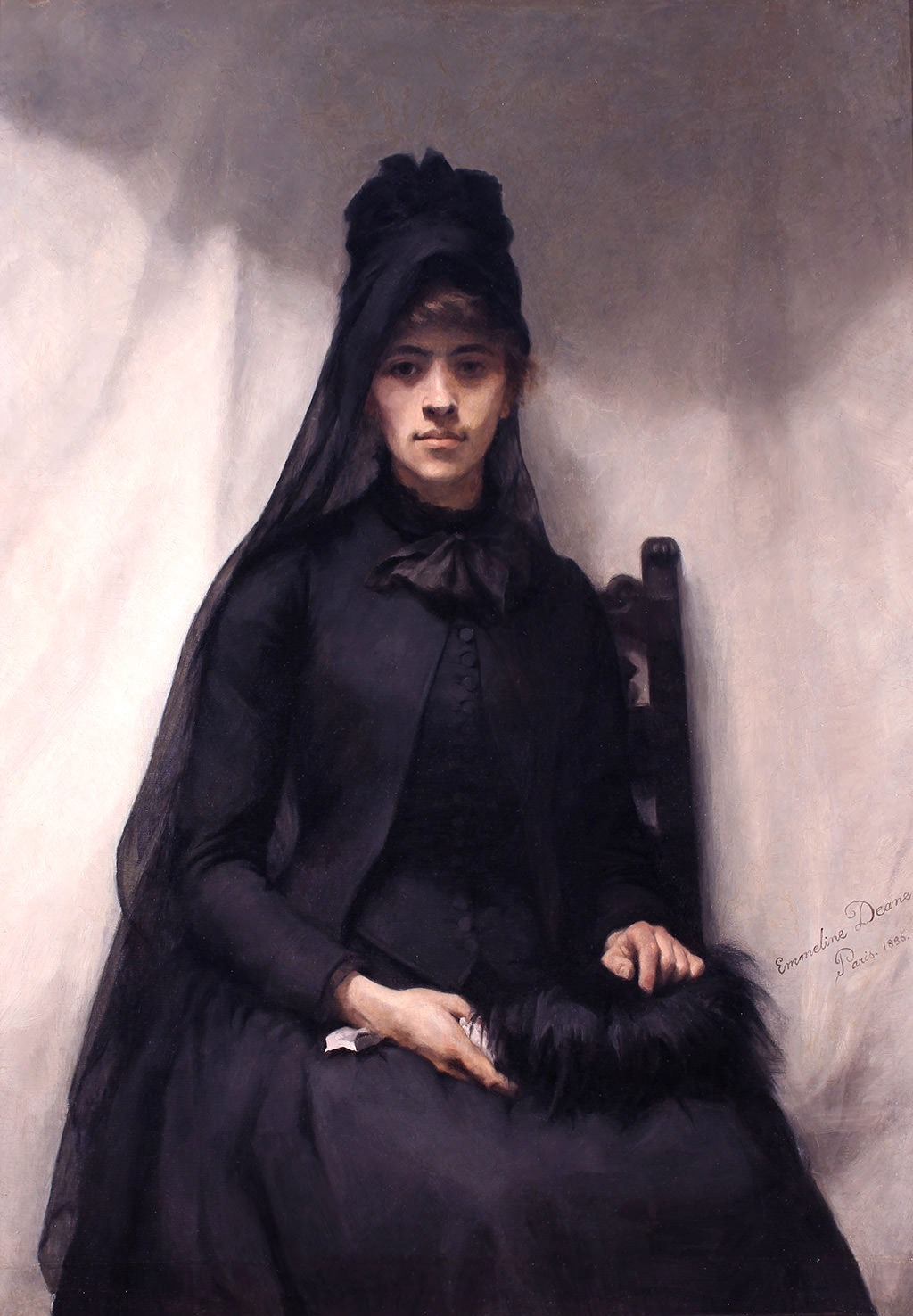
Retrato de Anna Bilińska para Emmeline Deane, 1884. Victoria Art Gallery
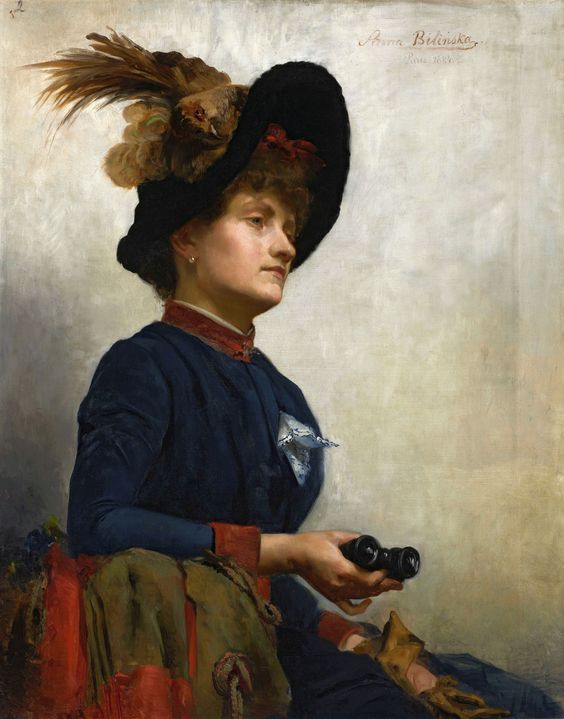
Retrato de una dama con binoculares, 1884. Museo Nacional de Varsovia
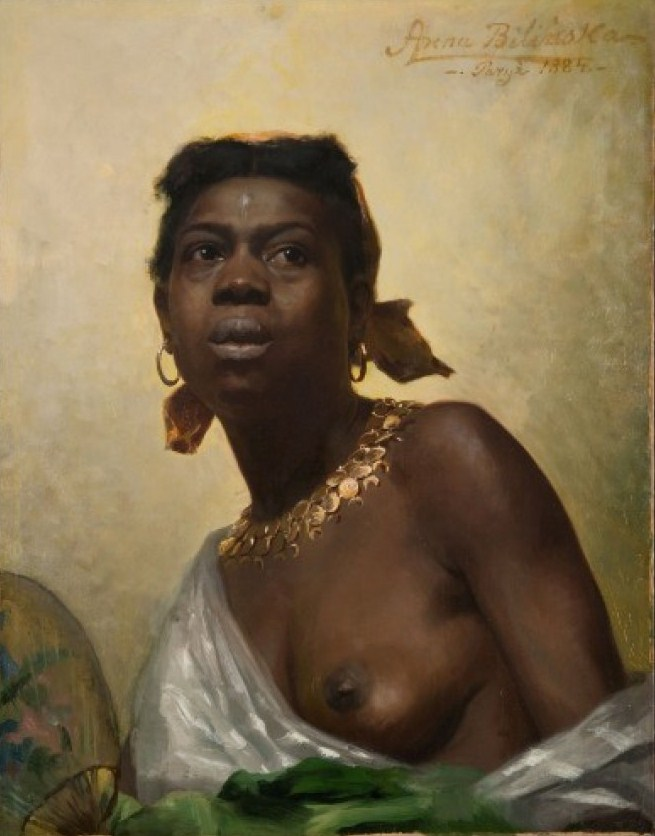
Una negra, 1884. Obra robada por los alemanes durante la Segunda Guerra Mundial, se encontró en 2012
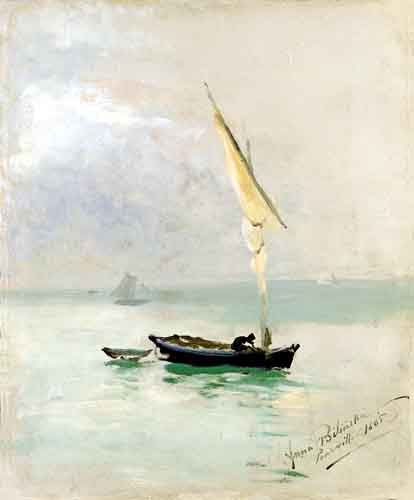
Velero en Pourville, 1885
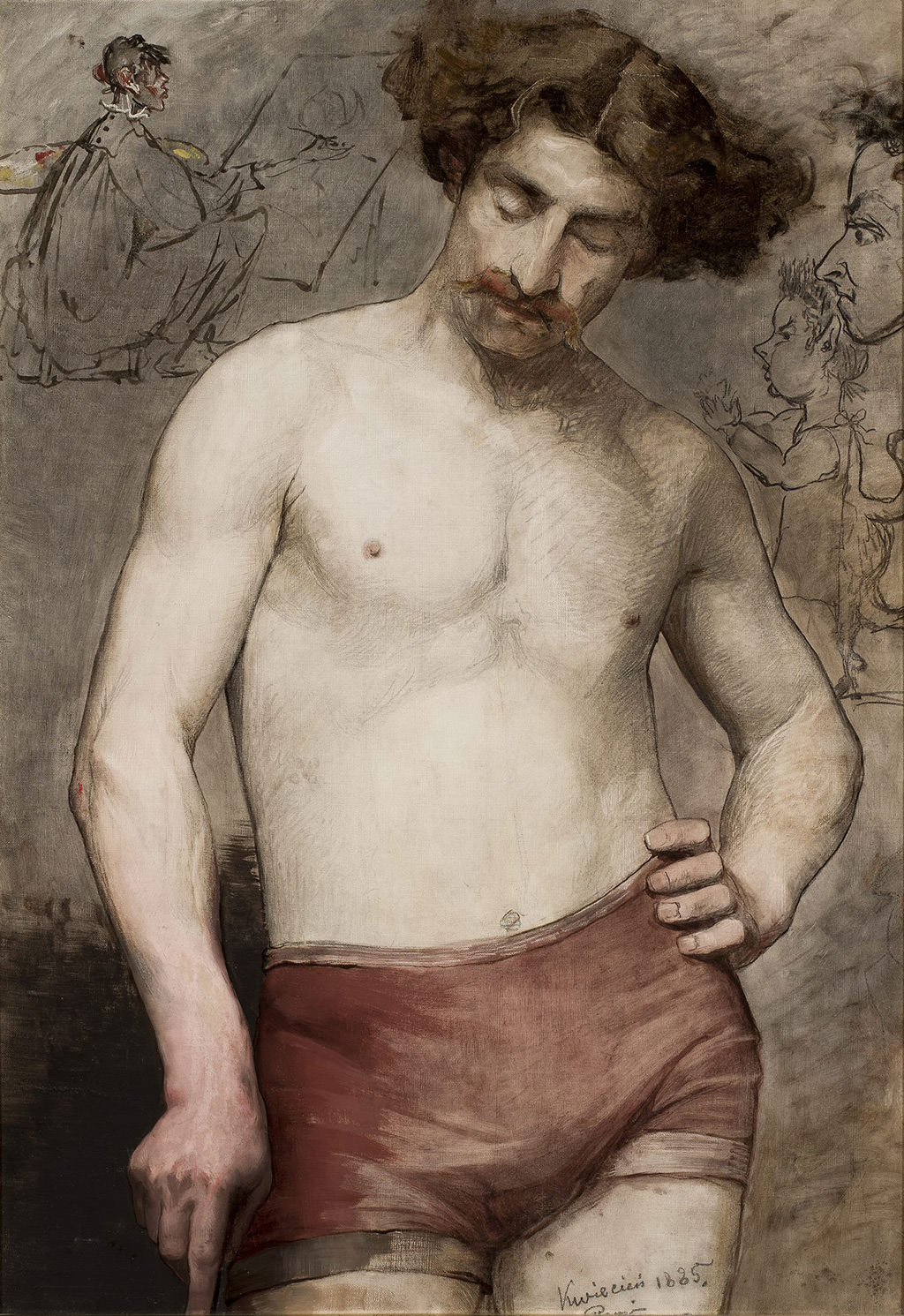
Retrato de hombre medio desnudo, 1885. Museo Nacional de Varsovia
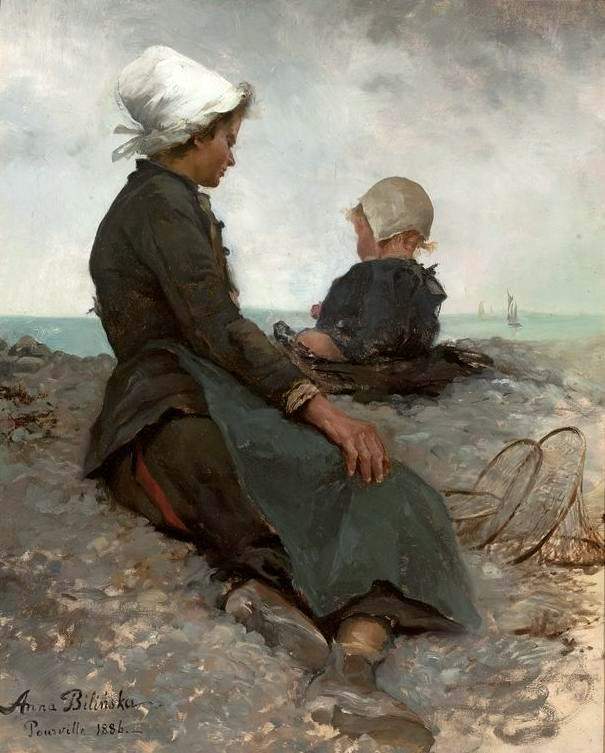
A la orilla del mar, 1886. Museo Nacional de Varsovia
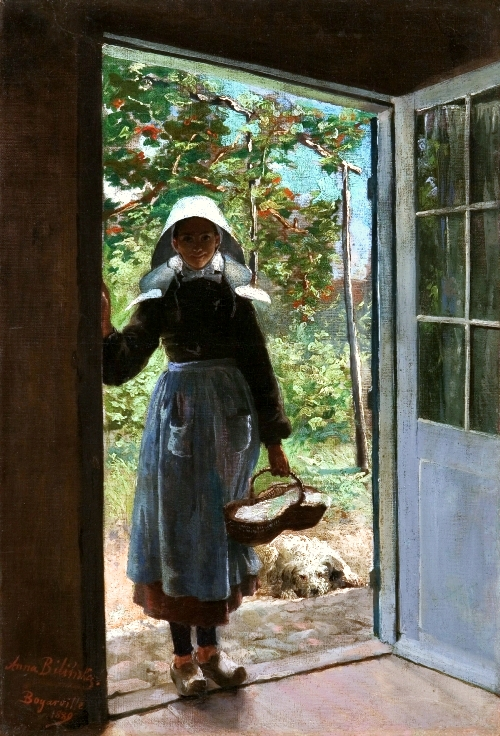
Mujer bretona de pie en una puerta, 1889. Museo Nacional de Wrocław
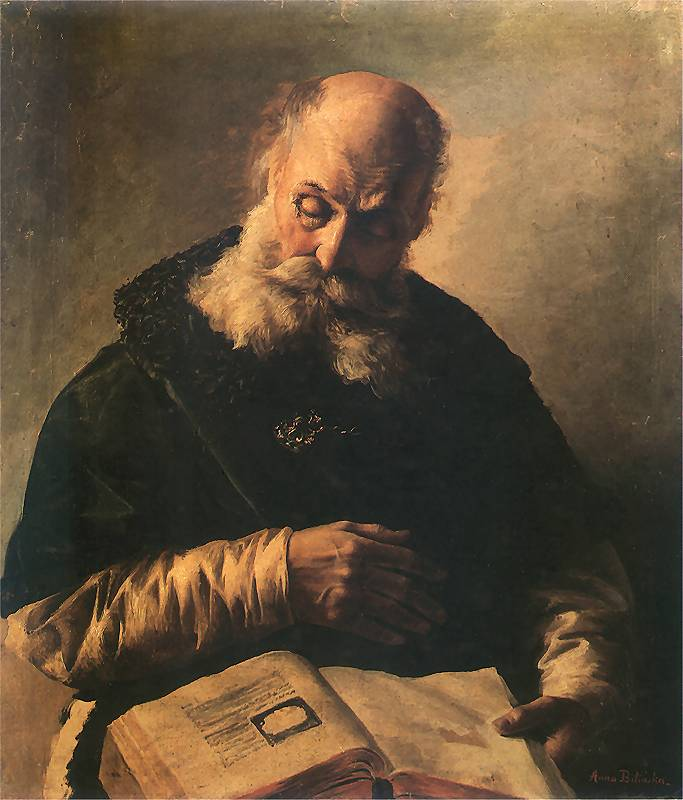
Hombre viejo con un libro, Galería Municipal de Arte de Leópolis
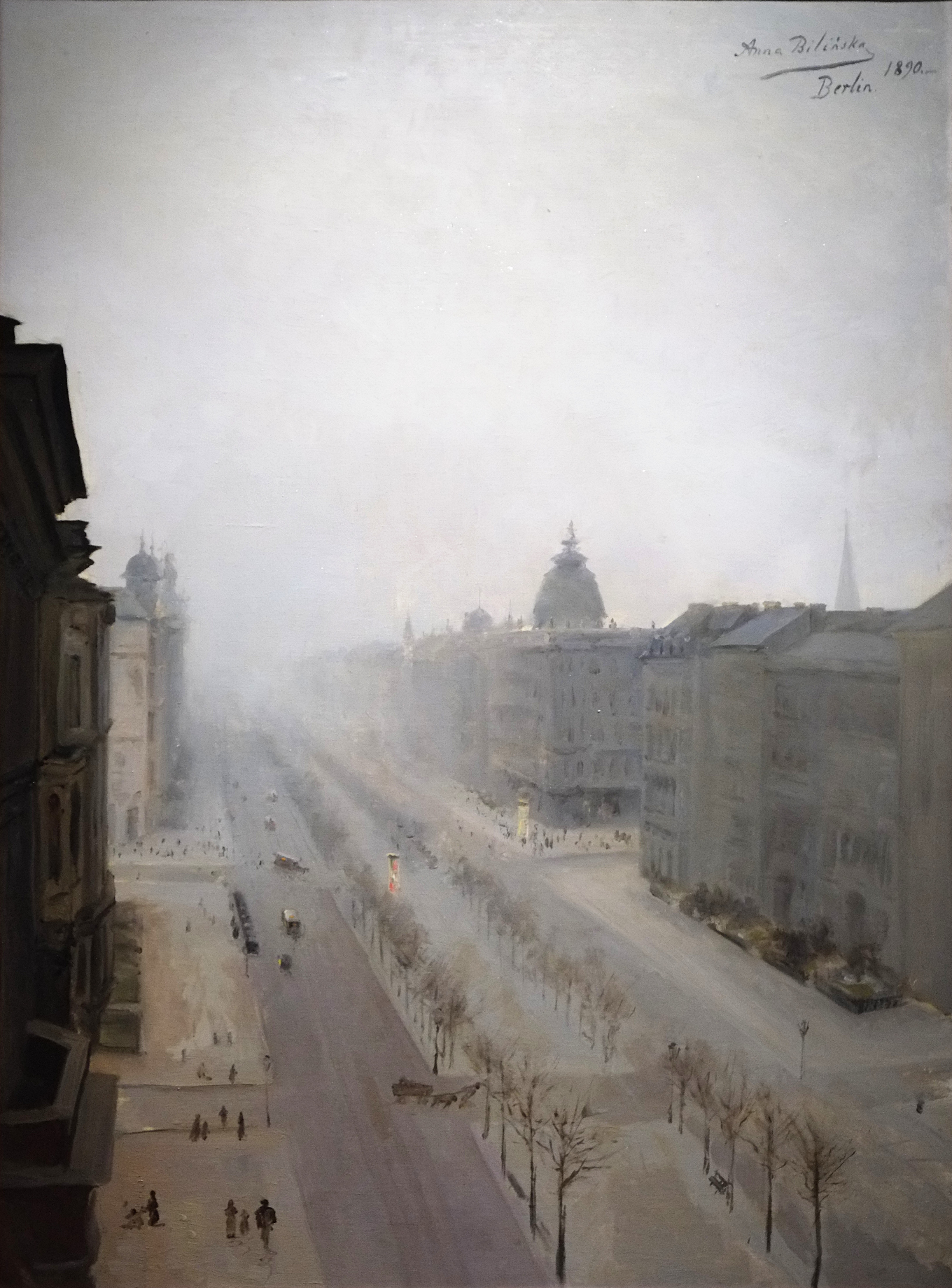
La calle Unter den Linden de Berlin, 1890. Museo Nacional de Varsovia
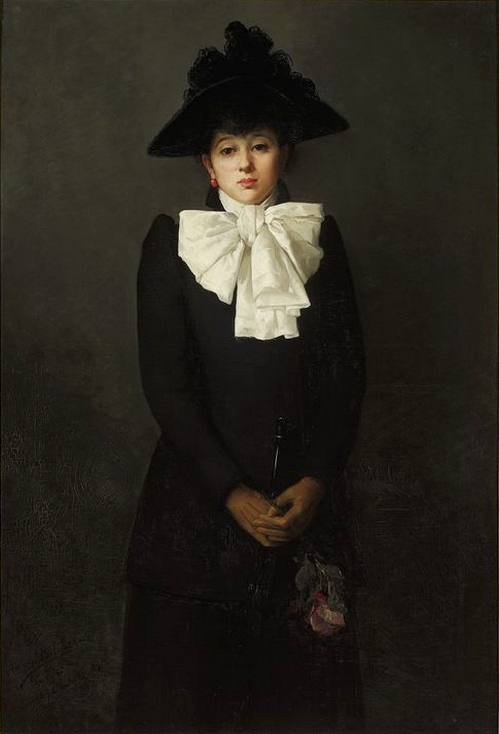
Retrato de una mujer joven sosteniendo una rosa (Retrato de la señorita R.), 1892. Museo Nacional de Varsovia
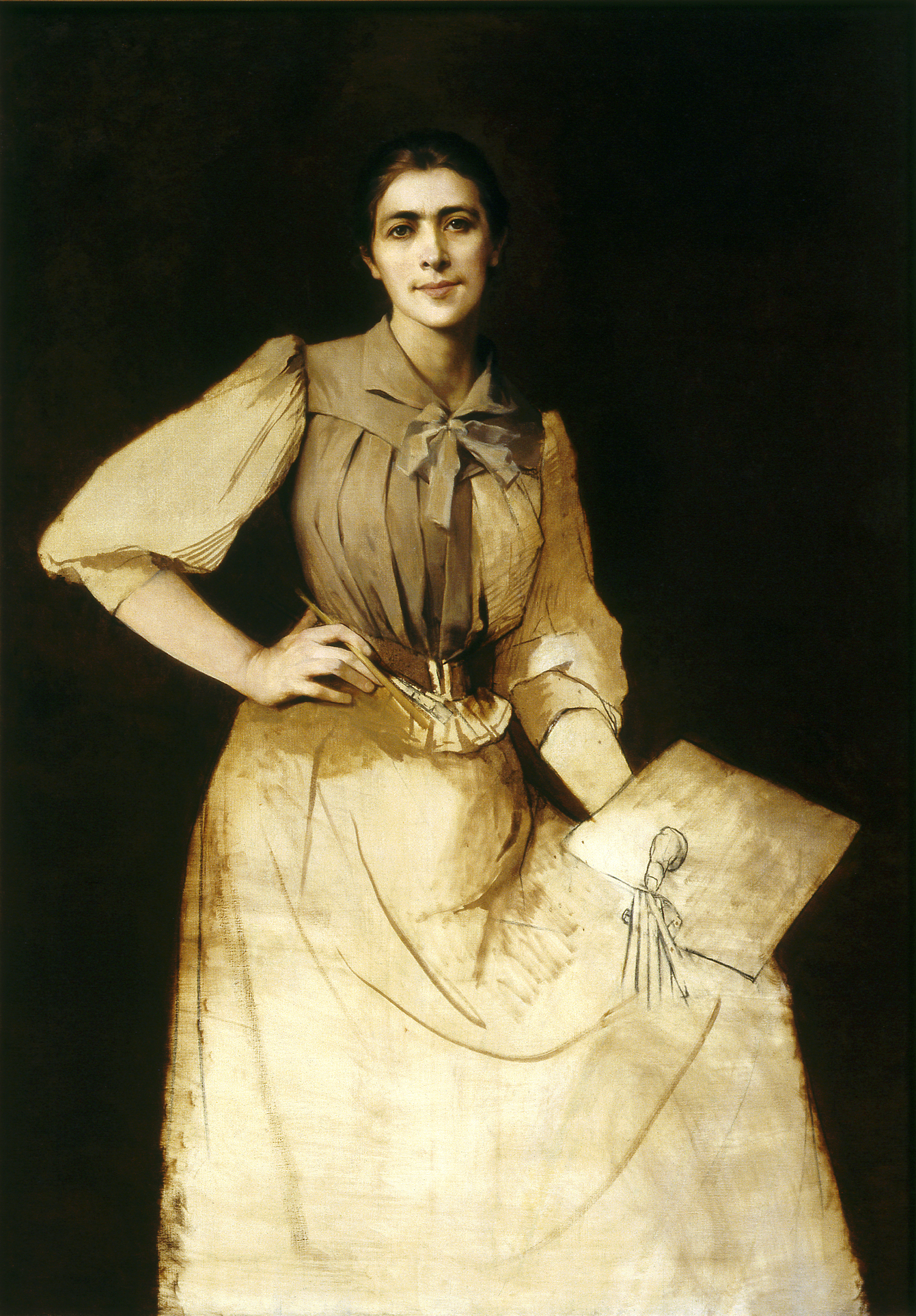
Autorretrato, sin terminar, 1892. Museo Nacional de Varsovia